# Tomáš Ťok
Tomáš Ťok (* 2. února 1995) je český fotbalový záložník, hráč moravského klubu 1. FC Slovácko.
Je synovcem politika Dana Ťoka.

## Klubová kariéra
- Veselí nad Moravou (mládež)
- 1. FC Slovácko (mládež)
- 1. FC Slovácko 2016–

S fotbalem začínal ve Veselí nad Moravou. Během svých mládežnických let odešel do 1. FC Slovácko.
V roce 2015 měl zdravotní potíže s páteří. V zimní pauze sezóny 2015/16 jej trenér Svatopluk Habanec dočasně zařadil do kádru A-mužstva. V létě 2016 se opět objevil v přípravě A-týmu, trenér Stanislav Levý jej využil v utkáních mj. proti anglickému West Ham United FC (remíza 2:2) a ruskému FK Ural (remíza 0:0).
V 1. české lize debutoval 30. července 2016 v prvním kole ročníku 2016/17 v Generali Areně proti Spartě Praha (porážka Slovácka 2:3).